# Masters de 2013
El Masters de 2013 (conocido en inglés y por motivos de patrocinio como 2013 Betfair Masters) fue un torneo de snooker, profesional y de invitación, que se celebró entre el 13 y el 20 de enero en el Alexandra Palace de la ciudad inglesa de Londres. Fue la trigésima novena edición del Masters, organizado por primera vez en 1975, y la segunda cita de la temporada 2012-13 de las tres que componen la Triple Corona, después del Campeonato del Reino Unido de 2012 y sucedida por el Campeonato Mundial de Snooker de 2013. Mark Selby, que se impuso (10-6) a Neil Robertson en la final, se proclamó campeón del torneo por segunda vez.

## Resultados

### Cuadro del torneo
Entre paréntesis, se indica el puesto en el que accedieron al torneo los jugadores que llegaron al Alexandra Palace. Recalcado en negrita figura el ganador de cada partido:
|  | primera ronda (mejor de 11) | primera ronda (mejor de 11) |                    |   | cuartos de final (mejor de 11) | cuartos de final (mejor de 11) |  |  | semifinales (mejor de 11) | semifinales (mejor de 11) |  |  | final (mejor de 19) | final (mejor de 19) |
|  |                             |                             |                    |   |                                |                                |  |  |                           |                           |  |  |                     |                     |
|  |                             |                             |                    |   |                                |                                |  |  |                           |                           |  |  |                     |                     |
|  |                             |                             |                    |   |                                |                                |  |  |                           |                           |  |  |                     |                     |
|  | Neil Robertson (1)          | 6                           |                    |   |                                |                                |  |  |                           |                           |  |  |                     |                     |
|  | Neil Robertson (1)          | 6                           |                    |   |                                |                                |  |  |                           |                           |  |  |                     |                     |
|  | Ding Junhui (10)            | 5                           |                    |   |                                |                                |  |  |                           |                           |  |  |                     |                     |
|  | Ding Junhui (10)            | 5                           | Neil Robertson (1) | 6 |                                |                                |  |  |                           |                           |  |  |                     |                     |
|  |                             |                             | Neil Robertson (1) | 6 |                                |                                |  |  |                           |                           |  |  |                     |                     |
|  |                             | Mark Allen (8)              | 5                  |   |                                |                                |  |  |                           |                           |  |  |                     |                     |
|  | Mark Allen (8)              | Mark Allen (8)              | 5                  | 6 |                                |                                |  |  |                           |                           |  |  |                     |                     |
|  | Mark Allen (8)              |                             |                    | 6 |                                |                                |  |  |                           |                           |  |  |                     |                     |
|  | Mark Davis (16)             | 2                           |                    |   |                                |                                |  |  |                           |                           |  |  |                     |                     |
|  | Mark Davis (16)             | 2                           | Neil Robertson (1) | 6 |                                |                                |  |  |                           |                           |  |  |                     |                     |
|  |                             |                             | Neil Robertson (1) | 6 |                                |                                |  |  |                           |                           |  |  |                     |                     |
|  |                             | Shaun Murphy (5)            | 2                  |   |                                |                                |  |  |                           |                           |  |  |                     |                     |
|  | Shaun Murphy (5)            | Shaun Murphy (5)            | 2                  | 6 |                                |                                |  |  |                           |                           |  |  |                     |                     |
|  | Shaun Murphy (5)            |                             |                    | 6 |                                |                                |  |  |                           |                           |  |  |                     |                     |
|  | Ricky Walden (11)           | 4                           |                    |   |                                |                                |  |  |                           |                           |  |  |                     |                     |
|  | Ricky Walden (11)           | 4                           | Shaun Murphy (5)   | 6 |                                |                                |  |  |                           |                           |  |  |                     |                     |
|  |                             |                             | Shaun Murphy (5)   | 6 |                                |                                |  |  |                           |                           |  |  |                     |                     |
|  |                             | John Higgins (4)            | 5                  |   |                                |                                |  |  |                           |                           |  |  |                     |                     |
|  | John Higgins (4)            | John Higgins (4)            | 5                  | 6 |                                |                                |  |  |                           |                           |  |  |                     |                     |
|  | John Higgins (4)            |                             |                    | 6 |                                |                                |  |  |                           |                           |  |  |                     |                     |
|  | Ali Carter (14)             | 3                           |                    |   |                                |                                |  |  |                           |                           |  |  |                     |                     |
|  | Ali Carter (14)             | 3                           | Neil Robertson (1) | 6 |                                |                                |  |  |                           |                           |  |  |                     |                     |
|  |                             |                             | Neil Robertson (1) | 6 |                                |                                |  |  |                           |                           |  |  |                     |                     |
|  |                             | Mark Selby (3)              | 10                 |   |                                |                                |  |  |                           |                           |  |  |                     |                     |
|  | Mark Selby (3)              | Mark Selby (3)              | 10                 | 6 |                                |                                |  |  |                           |                           |  |  |                     |                     |
|  | Mark Selby (3)              |                             |                    | 6 |                                |                                |  |  |                           |                           |  |  |                     |                     |
|  | Stuart Bingham (9)          | 5                           |                    |   |                                |                                |  |  |                           |                           |  |  |                     |                     |
|  | Stuart Bingham (9)          | 5                           | Mark Selby (3)     | 6 |                                |                                |  |  |                           |                           |  |  |                     |                     |
|  |                             |                             | Mark Selby (3)     | 6 |                                |                                |  |  |                           |                           |  |  |                     |                     |
|  |                             | Mark Williams (6)           | 1                  |   |                                |                                |  |  |                           |                           |  |  |                     |                     |
|  | Mark Williams (6)           | Mark Williams (6)           | 1                  | 6 |                                |                                |  |  |                           |                           |  |  |                     |                     |
|  | Mark Williams (6)           |                             |                    | 6 |                                |                                |  |  |                           |                           |  |  |                     |                     |
|  | Matthew Stevens (13)        | 4                           |                    |   |                                |                                |  |  |                           |                           |  |  |                     |                     |
|  | Matthew Stevens (13)        | 4                           | Mark Selby (3)     | 6 |                                |                                |  |  |                           |                           |  |  |                     |                     |
|  |                             |                             | Mark Selby (3)     | 6 |                                |                                |  |  |                           |                           |  |  |                     |                     |
|  |                             | Graeme Dott (12)            | 5                  |   |                                |                                |  |  |                           |                           |  |  |                     |                     |
|  | Stephen Maguire (7)         | Graeme Dott (12)            | 5                  | 5 |                                |                                |  |  |                           |                           |  |  |                     |                     |
|  | Stephen Maguire (7)         |                             |                    | 5 |                                |                                |  |  |                           |                           |  |  |                     |                     |
|  | Graeme Dott (12)            | 6                           |                    |   |                                |                                |  |  |                           |                           |  |  |                     |                     |
|  | Graeme Dott (12)            | 6                           | Graeme Dott (12)   | 6 |                                |                                |  |  |                           |                           |  |  |                     |                     |
|  |                             |                             | Graeme Dott (12)   | 6 |                                |                                |  |  |                           |                           |  |  |                     |                     |
|  |                             | Judd Trump (2)              | 1                  |   |                                |                                |  |  |                           |                           |  |  |                     |                     |
|  | Judd Trump (2)              | Judd Trump (2)              | 1                  | 6 |                                |                                |  |  |                           |                           |  |  |                     |                     |
|  | Judd Trump (2)              |                             |                    | 6 |                                |                                |  |  |                           |                           |  |  |                     |                     |
|  | Barry Hawkins (15)          | 5                           |                    |   |                                |                                |  |  |                           |                           |  |  |                     |                     |
|  | Barry Hawkins (15)          | 5                           |                    |   |                                |                                |  |  |                           |                           |  |  |                     |                     |

## Centenas
Los jugadores consiguieron amasar un total de veinte centenas durante el torneo. La más alta, de 138, fue obra de Mark Allen. Así se distribuyeron:
- 138, 136 — Mark Allen
- 132, 127, 111, 105, 101, 100 — Neil Robertson
- 131, 110 — Stephen Maguire
- 130 — Shaun Murphy
- 127, 103 — Ding Junhui
- 117 — John Higgins
- 111, 111 — Graeme Dott
- 109 — Barry Hawkins
- 107, 105 — Judd Trump
- 102 — Mark Selby